# Беглец (телесериал, 1963)
«Беглец» (англ. The Fugitive) — американский телесериал, созданный Роем Хаггинсом, который транслировался на канале ABC с 17 сентября 1963 года по 29 августа 1967 года. В сериале снялись Дэвид Джэнссен в роли врача Ричарда Кимбла, ошибочно осуждённого за убийство жены, и Барри Морс в роли инспектора, ищущего Кимбла после его побега с целью поиска настоящего преступника. Телесериал снят по мотивам широко известного в США дела Сэма Шеппарда, осуждённого в 1954 году за убийство собственной беременной жены Мэрилин без однозначного доказательства его вины (спустя 12 лет был полностью оправдан).
«Беглец» считается первым и самым продолжительным телесериалом с ключевым элементом погони в истории американского телевидения. Сериал стал одним из наиболее инновационных проектов шестидесятых благодаря своей концепции и имел успех в телевизионных рейтингах, особенно во втором сезоне, который занял пятую строчку в годовой таблице самых наблюдаемых программ. В 1966 году сериал выиграл премию «Эмми» за лучший драматический сериал и в том же году Дэвид Джэнссен получил «Золотой глобус» за свою роль.
Первые три сезона транслировались в чёрно-белом формате, в стиле фильмов-нуаров, а четвёртый и заключительный в цвете, из-за чего популярность проекта пошла на спад. Тем не менее финальный эпизод вошёл в телевизионную историю как наиболее наблюдаемый того времени. Его смотрело более семидесяти двух процентов от населения страны, что равнялось 78 000 000 зрителей. Этот рекорд не был побит вплоть до ноября 1980 года, когда знаменитый эпизод «Who Done It» телесериала «Даллас» собрал более 83 000 000 зрителей, то есть 76 процентов от населения США.
В 1993 году была снята одноимённая полнометражная версия сериала режиссёра Эндрю Дэвиса с Харрисоном Фордом и Томми Ли Джонсом в главной и второстепенной ролях соответственно, а в 2000 году недолго просуществовавший ремейк с Тимом Дейли.
В 2002 году сериал занял 36 место в списке Пятьдесяти величайших телешоу всех времён по версии TV Guide.